# Benthamiella sorianoi
Benthamiella sorianoi är en potatisväxtart som beskrevs av S. Arroyo. Benthamiella sorianoi ingår i släktet Benthamiella och familjen potatisväxter. Inga underarter finns listade i Catalogue of Life.